# アンドリュー・ロバートソン (陸上選手)
アンドリュー・ロバートソン（Andrew Robertson、1990年12月17日 ‐ ）は、イギリス（イングランド）・グランサム出身の陸上競技選手。専門は短距離走。2013年モスクワ世界選手権男子4×100mリレーのイギリス代表。

## 経歴
2013年、7月の英国選手権男子100m決勝でモスクワ世界選手権の参加標準記録A（10秒15）を破る10秒14（+1.9）の自己ベスト（当時）をマークし、ドウェイン・チェンバース（10秒04）、ハリー・アイキネス＝アリエティ（10秒08）に次いで3位に入った。選考の結果、8月のモスクワ世界選手権男子4×100mリレーイギリス代表に選出されるも、大会では出番なしに終わった。
2015年、5月の世界リレー男子4×100mで世界大会初出場を果たすと、B決勝で1位に貢献した。
2016年、2月の英国室内選手権男子60m決勝で自己ベスト（6秒61）を更新する6秒54をマークするも、ジェームズ・ダサオルに0秒01及ばず2位に終わった。世界大会個人種目初出場となった3月のポートランド世界室内選手権男子60mでは準決勝まで進出した。
2017年、2月の英国室内選手権男子60mは、ジェームズ・ダサオルとチジンドゥ・ウジャの欠場、決勝でリチャード・キルティが失格（フライング）したこともあり、6秒57で初優勝を飾った。初出場となった3月のヨーロッパ室内選手権男子60mは決勝に進出するも、フライングを犯し失格に終わった。
2018年、連覇のかかっていた2月の英国室内選手権男子60mはチジンドゥ・ウジャに0秒06及ばず、6秒62の2位に終わった。

## 自己ベスト
- 記録欄の（　）内の数字は風速（m/s）で、+は追い風を意味する。

| 種目 | 記録           | 年月日        | 場所           | 備考 |
| 屋外 | 屋外           | 屋外          | 屋外           | 屋外 |
| ---- | -------------- | ------------- | -------------- | ---- |
| 100m | 10秒10（+1.9） | 2014年8月23日 | ベッドフォード |      |
| 200m | 20秒76（+1.1） | 2013年5月19日 | ラフバラー     |      |
| 400m | 50秒61         | 2011年4月15日 | アズサ         |      |
| 室内 |                |               |                |      |
| 60m  | 6秒54          | 2016年2月27日 | シェフィールド |      |

## 主要大会成績
- 備考欄の記録は当時のもの

| 年   | 大会                                              | 場所         | 種目    | 結果     | 記録          | 備考                      |
| ---- | ------------------------------------------------- | ------------ | ------- | -------- | ------------- | ------------------------- |
| 2007 | ヨーロッパ ユースオリンピック フェスティバル (en) | ベオグラード | 200m    | 2位      | 21秒72 (+0.1) |                           |
| 2007 | ヨーロッパ ユースオリンピック フェスティバル (en) | ベオグラード | 4x100mR | 優勝     | 41秒62 (4走)  |                           |
| 2009 | ヨーロッパジュニア選手権 (en)                     | ノヴィ・サド | 100m    | 4位      | 10秒37 (+0.2) |                           |
| 2009 | ヨーロッパジュニア選手権 (en)                     | ノヴィ・サド | 4x100mR | 3位      | 39秒78 (2走)  |                           |
| 2011 | ヨーロッパU23選手権 (en)                          | オストラヴァ | 100m    | 3位      | 10秒52 (-1.5) |                           |
| 2011 | ヨーロッパU23選手権 (en)                          | オストラヴァ | 4x100mR | 2位      | 39秒10 (2走)  |                           |
| 2014 | 英連邦競技大会 (en)                               | グラスゴー   | 4x100mR | 予選     | 38秒78 (4走)  | 決勝進出 イングランド代表 |
| 2015 | 世界リレー (en)                                   | ナッソー     | 4x100mR | B決勝1位 | 38秒67 (1走)  |                           |
| 2016 | 世界室内選手権                                    | ポートランド | 60m     | 準決勝   | 6秒61         |                           |
| 2017 | ヨーロッパ室内選手権 (en)                         | ベオグラード | 60m     | 決勝     | DQ            | 準決勝6秒63               |
| 2018 | 世界室内選手権                                    | バーミンガム | 60m     | 準決勝   | 6秒63         |                           |